# 軍事航空博物館
軍事航空博物館（ぐんじこうくうはくぶつかん、Military Aviation Museum ）は、アメリカ合衆国ヴァージニア州にある航空博物館。飛行可能な軍用機を所有する世界で最大規模の博物館である。

## 歴史

### 前史
博物館の所蔵品は主にジェラルド・イェイゲン（Gerald Yagen）とイレイン・イェイゲン（Elaine Yagen）夫妻のものであった。二人はヴァージニアビーチ市に長年在住していた。ジェラルドは現在センチュラ・カレッジ（Centura College）という名称の航空教育学校となっているタイドウォーターテック（Tidewater Tech）を設立した実業家で、長い間民間の操縦士であったが、軍に入隊したことはなかった。彼は民間機の飛行しか経験したことがなく、たいてい双発のPA-60エアロスターに搭乗していた。
1994年の秋、ジェラルド（以下イェイゲンと表記）はカナダで開催されたPA-60所有者の年次大会に出席しており、ある夜にオンタリオ州ハミルトンのカナダ軍用機遺産博物館で行われた、多くの歴史的な飛行機の中でのディナーダンスに参加した。ダンス参加者は1940年代の服を着用するよう求められていたことから、夫妻は見つけた元B-17爆撃機搭乗員の制服を着用し戦時中のカップルとして参加した。そのときイェイゲンは、週末にヴァージニアビーチの上空を飛行するために、これらの歴史的な航空機を一つ入手することが面白いかもしれないと考えた。

### P-40Eの入手
彼はすぐに第二次世界大戦時代の航空機を探したが、その困難さをすぐに知った。時折修復プロジェクトがあったが、飛行可能な機体の販売はとても少なかったため、彼は最終的にロシアの北極圏北部から回収されたP-40E戦闘機の残骸を購入した。この機体は第二次世界大戦中のルーズベルト政権によるレンドリース法に基づいて供与されたものであった。
ソヴィエト連邦の崩壊に伴い、スイスの時計メーカーはこのような墜落機の残骸をいくつか回収し、カンザス州の小さな町の修復業者に販売していた。契約はすぐに成立し、修復を開始するためにノーフォークに移された。
P-40Eの修復が最初に行われることが決定された。しかし、部品を製造していたほとんどの企業はずっと前に事業を停止していたため、必要な部品の多くは元の製造業者に注文することができなくなっていた。このため、多数の小さな部品を探してイェイゲンはニュージーランドを訪れた。彼は自らP-40修復を完璧に行っている地元の団体を知った。団体はすでに必要な組み立てジグを構築し、そのような航空機を完成させるために必要な入手不可能な部品の一部を製作していたので、不完全な状態のP-40Eをニュージーランドのオークランドに輸送し、その団体の手を借りて修復を完了させることが決定された。2年以内に修復が終わり、この飛行機は最初のテスト飛行を行い、南島にあるオマカのイースター航空ショーに展示された。このとき、米国義勇軍フライング・タイガーズに所属していたテックス・ヒルのマーキングがされていた。その後解体され、コンテナ輸送でヴァージニアに返送された。

### 収集
イェイゲンはP-40Eを入手すると、2機目の航空機を入手しにかかった。彼はヴァージニアビーチ北部のベイアイランドのあたりに住む、裏庭に珍しいFG戦闘機を保管している所有者から買い取った。航空機は分解状態ではあったものの、部品の欠損は少なかった。この機体はもともとニューポートニュースのヴァージニア戦争博物館で展示されていたが、所有者は地元のVFWポストを通じて入手した。この珍しく歴史的な航空機は、第二次世界大戦中の沖縄戦で航空母艦イントレピッドから攻撃を行った機体であった。
一方イェイゲンは尾輪式飛行機の飛行経験がなかったため、現在珍しい尾輪式飛行機の操縦方法を学ぶために、テキサスで販売されていたステアマン複葉機について所有者と電話で交渉し購入した。しかし、ステアマンは尾輪の着陸の基礎を学ぶのに適した練習機ではあるが、第二次世界大戦の戦闘機の速度より遅く、練習機としては十分ではなかったため、より速くより重い練習機を獲得することが決定された。
イェイゲンが練習機を探していた頃、南アフリカ共和国ではアパルトヘイト政策の廃止後、新しい指導者としてネルソン・マンデラが選ばれた。このことにより、南アフリカに対する世界中の武器禁輸措置が解除された。これに先立ち、彼らはAT-6練習機のような余剰となった第二次世界大戦の軍事訓練機でパイロットを訓練していたが、武器禁輸措置の解除に伴う新型機の導入によりAT-6がすべて同時に市場へ売りに出された。このような飛行機の価格は当初大量販売によって比較的安価であった。イェイゲンはこれを知り、この中から海軍のSNJ-4として指定されていた機体を購入した。

### 開館
博物館は2005年に建設され、収集された航空機の修復や保管が行われていた。2008年には、ある程度の所蔵品がそろったことから一般公開が始められた。

### 経営危機
2013年6月に、イェイゲンの事業が厳しくなり、博物館が財政難となった。このため博物館やそのコレクションが売却されることが明らかとなった。彼は航空教育学校の事業をすでに売却していたため、博物館の資金源となる事業を有しておらず、貯金や入場料で博物館を運営していた。
The Virginian-Pilot紙は、イェイゲンが「私は博物館へ毎年多額の助成金を支給していたが、私のビジネスでは金銭的にそれを行うことができなくなったため、解決策がない」と述べたと紙面に載せた。
発表された博物館と航空機の販売はさらに早まった。1週間後、「博物館は間もなく閉鎖され、施設の飛行機の一部は飛行可能な状態を保つために売却される可能性がある」と「私たちはまだ営業しており、事業は通常営業だ」と発表された。
しかし、イェイゲンは博物館の航空機数機を売却したのみで、経営を立て直した。現在、イェイゲンの事業と博物館の運営は正常である。経営は良好な状態を保っているとみられ、2013年以来DH.89ドラゴンラピードを含む数機が取得されており、飛行可能とするため修復されている。

## 施設
博物館は、ヴァージニア州ヴァージニアビーチ市のプンゴ地区にある、ヴァージニアビーチ空港という小さな芝生飛行場の一角にある。
建物は東と西に分かれている。西側には北からザ・コトバス、ファイター・ファクトリー、WWI格納庫、ザ・ゴックスヒル・タワーがあり、東側には西から陸軍格納庫、入口のある本体建物、海軍格納庫がある。
陸軍格納庫
博物館の本体建物の西側に隣接している。この15,000平方フィートの格納庫には、英国陸軍、ロシア、その他の国のコレクションの一部と米国陸軍航空隊の航空機の多くが展示・格納されている。
陸軍格納庫は、特別なイベントのためにレンタルを行われており、天候次第では航空機を外に移動してテーブルと椅子用のスペースを空けることが可能である。
海軍格納庫
博物館の本体建物の東側に隣接している。この15,000平方フィートの格納庫には、多くの米国海軍機やドラゴンラピードが展示・格納されている。
海軍格納庫は、軍の退官式、結婚披露宴、その他私的な行事のために貸し出されており、博物館主催の各種ダンスパーティーの会場ともなっている。
ザ・コトバス
1934年にOsdeutsche Landwerkstatten GmbH（OLA社）によって建てられた本物のドイツ軍格納庫である。
格納庫はもともと、飛行学校の航空機を収容するためにドイツ空軍第6格納庫として建設された。第二次世界大戦中の1941年から1944年までは、Fw 190戦闘機とFw 200輸送機の製造中に、フォッケ＝ヴルフ社が保管と試験飛行の拠点として使用した。第二次世界大戦終盤になると、Ta 152戦闘機がそこで組み立てられていた。
この格納庫は、ベルリン南東のコトブス（英語読み : コトバス）にあるコトブス陸軍飛行場から移設された。現在はドイツ軍機が展示・格納されている。
ファイター・ファクトリー
博物館の展示機および新たに入手された機体の修復およびメンテナンス施設。公開されている。
WWI格納庫
2011年に、第一次世界大戦機の格納庫として西側のファイター・ファクトリー南に隣接してオープンした。この15,000平方フィートの格納庫は、英国の建築家であり両世界大戦の歴史的な飛行機とヨーロッパの航空事情に精通しているスティーブン・アトキン（Steven Atkin）によって設計され、第一次世界大戦中に格納庫として使用されていたフランスの納屋を連想されるデザインとなっている。
この格納庫は滑走路に対して垂直方向の誘導路に面した小さなドアを備えており、収容されている軽量の木製および布製の飛行機を芝生の駐機場に誘導できる。外装は下見板張りの木材で、屋根はブリキという、プンゴ地区における古い納屋の多くでよく見られた外観の建物となっている。
ザ・ゴックスヒル・タワー
1942年8月、ゴックスヒル空軍基地は、1941年初頭に行われた協定の下で、正式にアメリカ陸軍航空軍に移管された最初のイギリス空軍の飛行場であった。この飛行場にあった管制塔がこのタワーである。
博物館の管制塔は、実際にイギリスのリンカンシャーにあるゴックスヒル空軍基地に建てられていたものであるが、同様な何百もの基地にあった塔は現在、取り壊されたり放置されて朽ちているため、これはこのタイプのうち米国にある唯一の本物の塔である。
ジェラシック・パーク
ヴァージニアビーチ空港と博物館敷地の入口にある、恐竜彫刻が置かれている公園。無料で見学できる。

## 所蔵品
第一次世界大戦、第二次世界大戦の時に使用されていた航空機をはじめ、様々な年代の航空機を所有している。そのうちかなりのものが飛行可能ないし飛行登録番号を取得することで飛行可能に準ずる状態となっている。

### 第一次世界大戦
| 型名                                       | 番号          | 機体写真 | 製造者                                       | 備考                     |
| ------------------------------------------ | ------------- | -------- | -------------------------------------------- | ------------------------ |
| D.VIIレプリカ                              | 6880 N1918P   |          |                                              | 1991年に製造されたもの。 |
| D.VIIレプリカ                              | 7795 N1918F   |          |                                              | 1968年に製造されたもの。 |
| D.VIIIレプリカ                             | 2790 N8105D   |          |                                              | 2008年に製造されたもの。 |
| JN-4D ジェニー                             | 34135 N6898C  |          | カーティス・エアロプレイン・アンド・モーター |                          |
| 1½ ストラッターレプリカ                    | RA003 N4088H  |          | (ソップウィス・エイヴィエーション)           | 2010年に製造されたもの。 |
| D.Vaレプリカ                               | 0034 N482UT   |          | ヴィリアムス・フルークツォイクバウ           | 1978年に製造されたもの。 |
| S.XIIIレプリカ                             | N22RC         |          | 航空機・関連製品(SPAD/スパッド)              | 大きさは実機の3/4。      |
| 17レプリカ                                 | 1 N1918C      |          | (ニューポール)                               | 2011年に製造されたもの。 |
| XIレプリカ                                 | 680 N892      |          | (ニューポール)                               | 1994年に製造されたもの。 |
| C.Iレプリカ                                | 17268 N817BP  |          |                                              | 2005年に製造されたもの。 |
| D.VIレプリカ                               | 2620 N29WR    |          |                                              | 1996年に製造されたもの。 |
| E.IIIレプリカ                              | 419/15 N915E  |          |                                              |                          |
| CL.IVレプリカ                              | N6175J        |          | (ハルバースタット)                           | 1993年に製造されたもの。 |
| XIレプリカ                                 | N781X         |          | (ブレリオ)                                   |                          |
| EX フライヤー (ヴィン・フィズ・フライヤー) |               |          | ライト兄弟                                   |                          |
| D プッシャーレプリカ                       | 01BC N44VY    |          | カーティス・エアロプレイン・アンド・モーター |                          |
| Dr.Iレプリカ                               | ZN-1/07N917RB |          |                                              |                          |

### 第二次世界大戦
| 型名                                       | 番号                             | 機体写真 | 製造者                                           | 備考                                                             |
| ------------------------------------------ | -------------------------------- | -------- | ------------------------------------------------ | ---------------------------------------------------------------- |
| Me 262A/B-1c シュヴァルベ                  | 501243 N262MF                    |          | Me 262 プロジェクト                              | 再生産されたもの。                                               |
| P-40E-1-CU キティホーク キティホーク Mk.IA | 41-35927 ET573 1025 18448 N1941P |          | カーティス＝ライト                               | 博物館運営者のイェイゲン氏が最初に取得した機体。                 |
| FG-1D コルセア                             | 92508 3769 N46RL                 |          | グッドイヤー・エアクラフト                       |                                                                  |
| P-51D-20-NA マスタング                     | 44-63507 122-31233 N51EA         |          | ノース・アメリカン・エイヴィエーション           | 44-63684「Double Trouble Two」という機体の塗装がされている。     |
| HA-1112-M1L ブチョン                       | C.4K-64 133                      |          | イスパノ・アヴィアシオン                         | Bf 109G-4 19257という機体の塗装がされている。                    |
| ハリケーン Mk.XIIA                         | 5667 56022                       |          | ホーカー・シドレー・エアクラフト                 | カナダ空軍で運用された機体。                                     |
| MiG-3                                      | SEAV.02.0154 N107FB              |          | 第1工場、第21工場 (ミコヤン・グレヴィッチ設計局) |                                                                  |
| P-64レプリカ (SNJ-4 テキサン)              | 51363 88-13630 N22518            |          | ノース・アメリカン・エイヴィエーション           |                                                                  |
| 361 スピットファイア HF Mk. IXe            | MJ730 CBAF.7243                  |          | ヴィッカース＝アームストロングス (エアクラフト)  |                                                                  |
| FM-2 ワイルドキャット                      | 47030 2183 N315E                 |          | ジェネラル・モーターズ                           |                                                                  |
| Yak-3M                                     | 0470103 N42YK                    |          | A・S・ヤーカヴレフ記念試作設計局                 | 1993年にかつて設計局だったヤーカヴレフ社によって製造されたもの。 |
| P-26Dレプリカ                              | N26PX                            |          | ジョン・ネイサン・マヨ                           | 2006年に製造されたもの。                                         |
| Fw 190A-8/N ヴュルガー                     | 900005 N190BR                    |          | フルーク・ヴェアーク                             | 2009年に製造されたもの。                                         |
| Fw 190A-8 ヴュルガー                       | 732183                           |          | フォッケ＝ヴルフ・フルークツォイクバウ           |                                                                  |
| Fw 190D-9/N ヴュルガー                     | 900003 210079 N623TB             |          | フルーク・ヴェアーク                             | 1997年から2004年の間に製造されたもの。                           |
| I-15bis                                    | 3994 N3815R                      |          | 第1工場 第39工場                                 |                                                                  |
| I-16 24                                    | 2421028 N1639P                   |          | 第21工場 第39工場 第153工場 第458工場            |                                                                  |
| I-153                                      | 6316 N153RP                      |          | 第1工場                                          |                                                                  |
| La-9                                       | 828 N415ML                       |          | 第21工場                                         |                                                                  |
| P-63A-10-BE キングコブラ                   | 42-70609                         |          | ベル・エアクラフト                               |                                                                  |
| 352-L                                      | T.2B-176 067 N352JU              |          | コンストルクシオネス・アエロナウティカス         |                                                                  |
| B-25J-25-NC ミッチェル                     | 44-30127 108-33402 N7947C        |          | ノース・アメリカン・エイヴィエーション           |                                                                  |
| TBM-3E アヴェンジャー                      | 53454 3516 NL7030C               |          | ジェネラル・モーターズ                           |                                                                  |
| PBY-5A カタリナ                            | 48294 1656 N9521C                |          | コンソリデーテッド・ヴァルティー                 |                                                                  |
| AD-4 スカイレイダー                        | 123827 7133 N23827               |          | ダグラス・エアクラフト                           |                                                                  |
| DH.98 モスキート FB.26                     | KA114 8459 N114KA                |          | デ・ハヴィランド・カナダ                         | デ・ハヴィランド・カナダ社でライセンス生産されたもの。           |
| DHC-1 チップマンク 22                      | WK559 C1/0576 N559WK             |          | デ・ハヴィランド・エアクラフト                   | デ・ハヴィランド社でライセンス生産されたもの。                   |
| Bü 133C ユングマイスター                   | U-91 38 N38BU                    |          | ドルニエ・フルークツォイクヴェルケ               | ドルニエ社でスイス向けにライセンス生産されたもの。               |
| PT-17                                      | 41-25254 75-2743 N41EE           |          | ボーイング                                       |                                                                  |
| DH.82A タイガーモス Mk.II                  | T5522 83230 N6463                |          | デ・ハヴィランド・エアクラフト                   |                                                                  |
| Fw 44J シュティーグリッツ                  | 183 N183FW                       |          | フォッケ＝ヴルフ・フルークツォイクバウ           | 1937年に製造されたもの。                                         |
| PT-19A-FA コーネル                         | 42-83643 T43-7230 N129PT         |          | フェアチャイルド                                 | 1943年に製造されたもの。                                         |
| SNJ-2 テキサン                             | 02011 65-2000 N55729             |          | ノース・アメリカン・エイヴィエーション           |                                                                  |
| N3N-3                                      | 02892 2892 X120BH                |          | 海軍航空工廠                                     |                                                                  |
| 1002 パングァン                            | 258 N108ZZ                       |          | 北部航空機製造公社                               |                                                                  |
| 1101 ノラルファ                            | 162 N208K                        |          | 北部航空機製造公社(SNCAN)                        |                                                                  |
| G.46-3B                                    | MM53091 141 N46FM                |          | フィアット・アヴィアツィオーネ                   |                                                                  |
| U-2                                        | 0717 N3602                       |          | 第39工場                                         |                                                                  |
| L-5 センティネル                           | 44-17588 3786 N57WT              |          | スティンソン・エアクラフト                       |                                                                  |
| J-3C-65                                    | 3196 N23464                      |          | パイパー・エアクラフト                           |                                                                  |

### 他の機体
| 型名                                        | 番号                   | 機体写真 | 製造者                                          | 備考                            |
| ------------------------------------------- | ---------------------- | -------- | ----------------------------------------------- | ------------------------------- |
| Fi 103                                      |                        |          |                                                 |                                 |
| Me 328レプリカ                              |                        |          |                                                 |                                 |
| P 13a                                       |                        |          | (アレクサンダー・リピッシュ)                    |                                 |
| T-28A-NA トロージャン T-28D-5-NA ノウマッド | 49-1634 159-146 N99160 |          | ノース・アメリカン・エイヴィエーション          |                                 |
| T-34A-BH メンター                           | 55-0221 G-778 N56NT    |          |                                                 | 機体にはT-34Bと表記されている。 |
| Dr.Iレプリカ                                | 001TP N900TP           |          |                                                 | 2003年に製造されたもの。        |
| Hü 136レプリカ                              |                        |          | (ヴォルフガンク・フッター ウルリッヒ・フッター) |                                 |
| TLJ-2 シュタールイェーガーレプリカ          |                        |          | (バイエルン自動車製造(BMW))                     |                                 |
| P 213レプリカ                               |                        |          | (ブローム・ウント・フォス)                      |                                 |
| P 214レプリカ                               |                        |          | (ブローム・ウント・フォス)                      |                                 |
| E 580レプリカ                               |                        |          | (アラド・フルークツォイクヴェルケ)              |                                 |
|                                             |                        |          |                                                 |                                 |
|                                             |                        |          |                                                 |                                 |
|                                             |                        |          |                                                 |                                 |
|                                             |                        |          |                                                 |                                 |
|                                             |                        |          |                                                 |                                 |
|                                             |                        |          |                                                 |                                 |

### かつての機体
| 型名                          | 番号             | 機体写真 | 製造者                     | 備考                                                                 |
| ----------------------------- | ---------------- | -------- | -------------------------- | -------------------------------------------------------------------- |
| DH.89A ドラゴンラピード Mk.VI | HG724 6709 N89DH |          | ブラッシュ・コーチワークス | 2013年に取得されたが、間もなくルイス・エア・レジェンズに売却された。 |